# Шакалов, Александр Васильевич

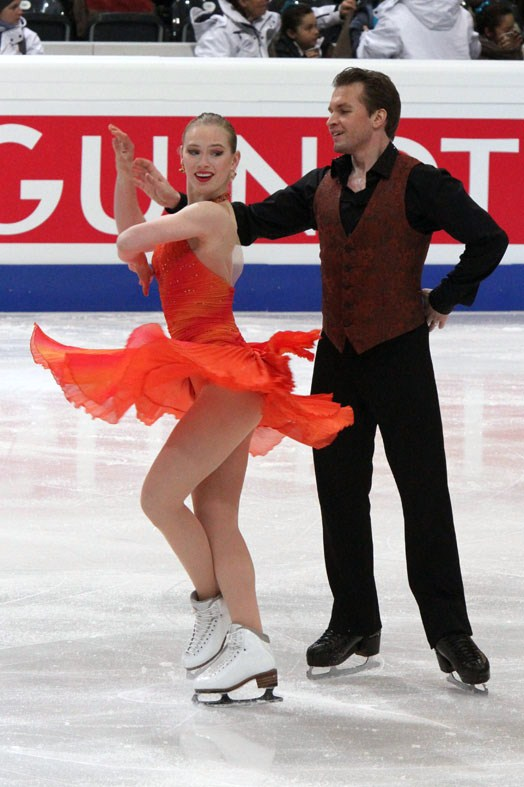
Александр Шакалов и Шивон Хикин-Кенеди на чемпионате Европы 2011 года.

Александр Васильевич Шакалов (укр. Шакалов Олександр Васильович; род. 26 марта 1982 года, Днепропетровск, УССР) — украинский и узбекистанский фигурист, выступавший в танцах на льду. Последней его партнёршей была американка Шивон Хикин-Кенеди.

## Карьера
Он — чемпион Украины 2011 года. Ранее, он выступал с Викторией Ползыкиной и Юлией Григоренко с которыми является неоднократным призёром национальных чемпионатов Украины.
С 2003 по 2007 год Александр Шакалов представлял на международной арене Узбекистан в паре с Ольгой Акимовой, и является двукратным чемпионом этой страны. Завершил свои выступления мировым и континентальным чемпионатами.

## Спортивные достижения

### Результаты за Украину
(с Ш.Хиккин-Кеннеди)
| Соревнования/Сезон  | 2009—2010 | 2010—2011 |
| ------------------- | --------- | --------- |
| Чемпионаты мира     |           | 15        |
| Чемпионаты Европы   |           | 11        |
| Чемпионаты Украины  | 4         | 1         |
| Nebelhorn Trophy    |           | 10        |
| Finlandia Trophy    |           | 6         |
| Coupe de Nice       |           | 4         |
| Mont Blanc Trophy   | 5         | 4         |
| Int. Trophy of Lyon |           | 3         |

(с Ю.Григоренко)
| Соревнования/Сезон                  | 2001—2002 |
| ----------------------------------- | --------- |
| Чемпионаты мира среди юниоров       | 18        |
| Чемпионаты Украины                  | 3         |
| Чемпионаты Украины среди юниоров    | 2         |
| Этапы юниорского Гран-при, Польша   | 8         |
| Этапы юниорского Гран-при, Болгария | 5         |

(с В.Ползыкиной)
| Соревнования/Сезон                    | 1999—2000 | 2000—2001 |
| ------------------------------------- | --------- | --------- |
| Чемпионаты мира среди юниоров         | 14        | 7         |
| Чемпионаты Украины                    | 2         | 2         |
| Финалы юниорского Гран-при            |           | 6         |
| Этапы юниорского Гран-при, Чехия      |           | 2         |
| Этапы юниорского Гран-при, Украина    |           | 2         |
| Этапы юниорского Гран-при, Словения   | 6         |           |
| Этапы юниорского Гран-при, Хорватия   | 6         |           |
| Европейские юношеские олимпийские дни | 2         |           |

### Результаты за Узбекистан
(с О.Акимовой)
| Соревнования/Сезон             | 2003—2004 | 2004—2005 | 2005—2006 | 2006—2007 |
| ------------------------------ | --------- | --------- | --------- | --------- |
| Чемпионаты мира                |           | 27        | 25        | 24        |
| Чемпионаты четырёх континентов |           | 13        | 11        | 10        |
| Чемпионаты Узбекистана         | 1         | 1         |           |           |
| Cup of China                   |           |           |           | 9         |
| NHK Trophy                     |           | 11        |           |           |
| Мемориал Карла Шефера          |           |           | 16        |           |
| Мемориал Ондрея Непелы         |           |           | 2         |           |
| Мемориал Павла Романа          |           | 3         |           |           |
| Skate Israel                   |           |           |           | 4         |
| Чемпионат Азии                 |           |           | 1         |           |